# Каптелова Ірина Геннадіївна
Каптелова Ірина Геннадіївна, 伊莉莎 Їліша (нар. 3 червня 1986, Дніпропетровськ) — українська акторка, яка отримала популярність після кількох ролей у китайських серіалах.

## Біографія
Ірина навчалась на факультеті міжнародної журналістики Дніпропетровського національного університету, а пізніше короткий час працювала телеведучою. Акторській грі навчалась у Віталія Малахова, народного артиста України, художнього керівника-директора Київського академічного драматичного театру на Подолі. У 2012 році вона вступила на акторське відділення ВДІКу.
Акторським дебютом Каптелової була роль російського офіцера у китайському серіалі «Зима не холодна» (кит.: 冬天不冷), який пізніше заборонено цензурою у Китаї. Після ролей у кількох епізодах різних серіалів вона отримала одну з головних ролей у телесеріалі «Моя Наташа», дія якого відбувається у північно-східному Китаї та Радянському Союзі протягом 50-ти років. Серіал став надзвичайно популярним і приніс популярність Ірині. У 2012 році вона отримала нагороду «Найкраща іноземна акторка» на церемонії TV Drama Awards Made in China.
| Вона стала першою іноземною акторкою, яка зіграла головну жіночу роль у китайському телесеріалі. Вона створила унікальний образ, зігравши з неповторною акторською майстерністю. У 2012 році телесеріал "Моя Наташа" зробив її найблискучішою зіркою китайського екрану.[1] |
| Для мене важливо отримати таке визнання: це дуже складна акторська робота. Серіал знятий в традиційному китайському стилі: мені доводилося працювати, враховуючи місцеві особливості зйомки та стиль гри азіатських акторів. Потрібно було миттєво адаптувати образ Наташі до китайського менталітету і ставати в ньому своєю. Знайти цю грань багато в чому мені допоміг режисер, за що я йому дуже вдячна. Премія підтверджує, що у нас вийшло!.[1] |
У 2013 Каптелова брала участь у зйомці серіалу про Юн Віна (1828-1912), першого китайського студента у США. У серіалі Ірина зіграла Мері Келлоґ 玛丽•凯罗克 (Mary Louise Kellogg, 1851--1886) американську дружину головного героя.

## Фільмографія

### Кіно
| Рік  | Фільм                          | Роль         | Примітки |
| ---- | ------------------------------ | ------------ | -------- |
| 2008 | Зима не холодна кит.: 冬天不冷 | солдат Дорія |          |
| 2010 | кит.: 虎头要塞细菌             | Шава         |          |

### Телебачення
| Рік  | Фільм                                                                                            | Роль               | Примітки        |
| ---- | ------------------------------------------------------------------------------------------------ | ------------------ | --------------- |
| 2009 | Північно-східна історія кохання — росіянки у маленькому китайському місті кит.: 俄罗斯姑娘在小城 | Донья              |                 |
| 2010 | Лікарі кит.: 医者仁心                                                                            | анестезіолог Аліса |                 |
| 2011 | Хвиля кит.: 潮人                                                                                 | Накалі             |                 |
| 2011 | Схід кит.: 东方                                                                                  | офіцер             | запрошена зірка |
| 2012 | Моя Наташа кит.: 我的娜塔莎                                                                      | Наташа             |                 |
| 2012 | Новорічна картина кит.: 年画                                                                     | Наталя             |                 |
| 2013 | Пошук шляху на північний схід — Пріквел кит.: 闯关东前传                                         | Катерина           |                 |
| 2013 | Нова молодь кит.: 新青年                                                                         | Єлена              |                 |
| 2013 | Юн Він кит.: 容闳                                                                                | Мері Келлог        |                 |
| 2015 | Східний театр війни кит.: 东方战场                                                               | Агнес Смедлі       |                 |

## Цікаві факти
- Ірина є першою іноземною акторкою, яка зіграла головну роль у китайському телесеріалі.
- Акторка володіє українською, російською, англійською та китайською мовами.